# Димитър Пантелеев
Димитър Пантелеев Менкаджиев е български поет и преводач, сред основните участници в литературния кръг „Стрелец“ през 1920-те години.

## Биография и творчество
Роден е в София в семейство на дребен чиновник на 29 ноември 1901 г. Баща му е от Велес, а майка му Виктория е от Охрид. Завършва Трета мъжка гимназия „Уилям Гладстон“ в София.
За да се издържа, през 1912 – 1914 г. (още непълнолетен), е продавач на вестници в центъра на София, продава редовно вестници и на Иван Вазов. По-късно работи в обущарска фабрика, работи по строежи, продава сода из софийските улици, работни в керемидарска фабрика в с. Богров, през 1919 – 1920 г. е общ работник в пивоварна фабрика „Тракия“ (Стара Загора), касиер в ресторант „Сплендит“ (1924). Служи като трудовак.

Печата за пръв път стихове в списание „Голгота“ (Враца, 1919). Участва в литературния кръг „Стрелец“ през 1920-те години и в сборника „Мост“ (1923) (с Атанас Далчев и Георги Караиванов). Автор на книгите със стихове:
- „Стрелец“ (1924),
- „Дървар“ (1928, 1942),
- „Косачът се връща от коситба“ (1959),
- „От прозореца на бащината къща“,
- „Ветре, дай ми крила“,
- „Есенен грозд“ (1963),
- „Лирика“ (1963),
- „Раковина“ (1966),
- „Тракийски видения“ (1968),
- „Жива пепел“,
- „Глинена чаша“ (1971),
- „Най-хубавият празник“ (1971),
- „Топла земя“ (1973),
- „Сонети за едно утро и един залез“ (1978),
- „Гроздобер“,
- „Не падай, нощ!“ (1978),
- „Тракийски балади“,
- „Щастлив от малко, доволен от нищо“ (1984),
- „Избрана лирика“,
- „Последният автобус“,
- „Спасена лирика (1960 – 1986)“ (1987),
- „Домашен щурец“ (1988) и др.

Стихове за деца: „Прозорче“ (1933), „Скиорче“ (1939), „Детско сърце“ (1942), „Гостът с червения нос“ (гатанки, 1979), „Петел на покрива“ (1980) и др.
Привърженик на реалистичната, предметна поезия, отрицател на символизма. Редактира списанието на слепите „Съдба“ (1932 – 1944). В периода 1926 – 1931 г. служи като секретар-библиотекар в Народния театър. От 1932 г. е библиотекар на Народното събрание. Издирва и съставя 2 посмъртни книги на Никола Ракитин – „Черни маниста“ (стихове, 1938) и „Русалска поляна“ (разкази и фейлетони, 1938). През 1950-те години е драматург в Народната опера. Автор на встъпителна студия на най-пълната подборка стихове на Николай Ракитин – „Н. Вас. Ракитин – Поезия“ (1962).
Заедно с Георги Клисаров издава периодичното списание за туристи „Алеко“ (1937 – 1940). Редактира с Людмил Стоянов и Мария Грубешлиева сборника „Славянски поети“ (1946). Редактира с Вътьо Раковски и Николай Марангозов „Антология на чешката поезия“ (1966) и стихотворния сборник „Поети – приятели на България“ (1966). Съставя и издава антология на хърватската лирика. Превежда руски поети (Пьотър Ершов, „Конче-гърбоконче“, 1956), както и румънски (Михай Еминеску), словенски (Отон Жупанчич, Стихове. 1965, изд. НК), Кнут Хамсун.
Превежда от сърбохърватски с Елисавета Багряна творби на Десанка Максимович „Мирисът на земята“ (избрана лирика, НК, 1963). През 1984 г. издателство „Народна култура“ издава в поредицата „Български преводачи“ негов сборник с избрани преводи от руската, украинската, полската, чешката, словашката, сръбската, хърватската, словенската и черногорската поезия.
Автор на мемоарната книга „Объркани спомени“ (1986).
Член на СБП от 1931 г. Заслужил деятел на културата (1969). Димитровска награда (1974). Член-кореспондент на Словенската академия на науките и изкуствата (1981). Герой на социалистическия труд (1982). Носител на наградата „Витезслав Незвал“ (1985). Умира на 16 април 1993 г.

## Частична библиография
- Мост.   1923. (в съавторство с Атанас Далчев и Георги Караиванов)
- Стрелец.   1924.
- Дървар.   1927.